# Sadb ingen Chuinn
Sadb ingen Chuinn ist eine Sagengestalt aus der keltischen Mythologie Irlands.

## Mythologie
Sadb wird als Tochter von Conn Cétchathach („Conn mit den hundert Schlachten“) genannt, einem der irischen Hochkönige. Ihr erster Gatte war Macnia mac Lugdach, der gemeinsame Sohn Lugaid mac Con wurde ebenfalls Hochkönig. Nach Macnias Tod heiratete sie den südirischen König Ailill Aulom, beider Sohn war Éogan Mór, Begründer der Eóganachta-Dynastie. Nach einer anderen Version war sie nur Ailills Gattin, Éogans Mutter und Lugaids Pflegemutter, Eogan Mór wird hier auch als Vater Ailills genannt. 
In der Geschichte wird sie hauptsächlich als Stammmutter der Eóganachta-Dynastie gesehen. In den Acallam na Senórach („Unterredung mit den Alten“) wird sie
[…] eine der vier besten Frauen, mit denen je ein Mann schlief […]
genannt.
Sadhbh, die Mutter Oisíns und Gattin Fionn mac Cumhaills wird manchmal mit ihr gleichgesetzt, doch ist dies nicht belegbar.